# Tornjak
Il Tornjak è un cane da pastore di montagna, originario della Bosnia-Erzegovina. Era il cane della transumanza dei pastori Valacchi in Bosnia e Croazia

## Aspetto
I Tornjak sono cani grandi e potenti, con corpo ben proporzionato, caratteristicamente alquanto squadrato, e tuttavia capaci di movimenti molto agili. Le ossa di questo cane non sono invero leggere, ma nonostante ciò il Tornjak non è né pesante né grossolano.  I Tornjak hanno una postura decisa, sicura di sé, seria e tranquilla. 
Questi animali hanno un pelo lungo e folto, a doppio strato, con un sottopelo spesso. 
I corpi di questi cani sono forti e ben costruiti, con movimenti armoniosi ed effettivamente dignitosi. 

### Il pelo
Questi cani hanno un manto lungo e spesso, che nelle aspettative li protegge adeguatamente contro eventuali condizioni atmosferiche avverse. 
In termini generali, il Tornjak è un cane a pelo lungo con crine più corto su viso e gambe. I cani di questa razza tipicamente possiedono anche code pelose, che volentieri issano e tengono alte a mo' di bandiera.
La natura del pelo standard è lunga, spessa, ruvida e dritta. Risulta particolarmente lungo sulla parte superiore della groppa; sulle spalle e sulla schiena può essere leggermente ondulato. Sul muso e sulla fronte, lungo quella linea immaginaria che idealmente collega le orecchie, sulle orecchie e sulle parti anteriori delle gambe e piedi, però, il pelo è corto. Abbonda particolarmente intorno al collo (criniera), è denso e lungo sopra le cosce (calzoni). Forma una sorta di piume lungo gli avambracci. Con cani ben rivestiti è anche particolarmente abbondante nella parte posteriore del metacarpi posteriori.
I Tornjak possono essere sia in tinta unita sia con inserti a colori, ma di solito predomina il colore bianco. Il colore del Tornjak è illimitato, tutti i colori sono accettati. Si va dal quasi completamente bianco al quasi nero con giallo, rosso, marrone e al non del tutto pregiato grigio in mezzo. Ci sono due tipi principali: pezzati e chiazzati irlandesi. In origine, è stato un obiettivo provare ad allevare colori e modelli diversi in modo che i pastori potessero distinguere facilmente i loro cani a distanza. Gli allevatori puntano anche ad una distinzione più marcata rispetto ad altre razze.

### La testa

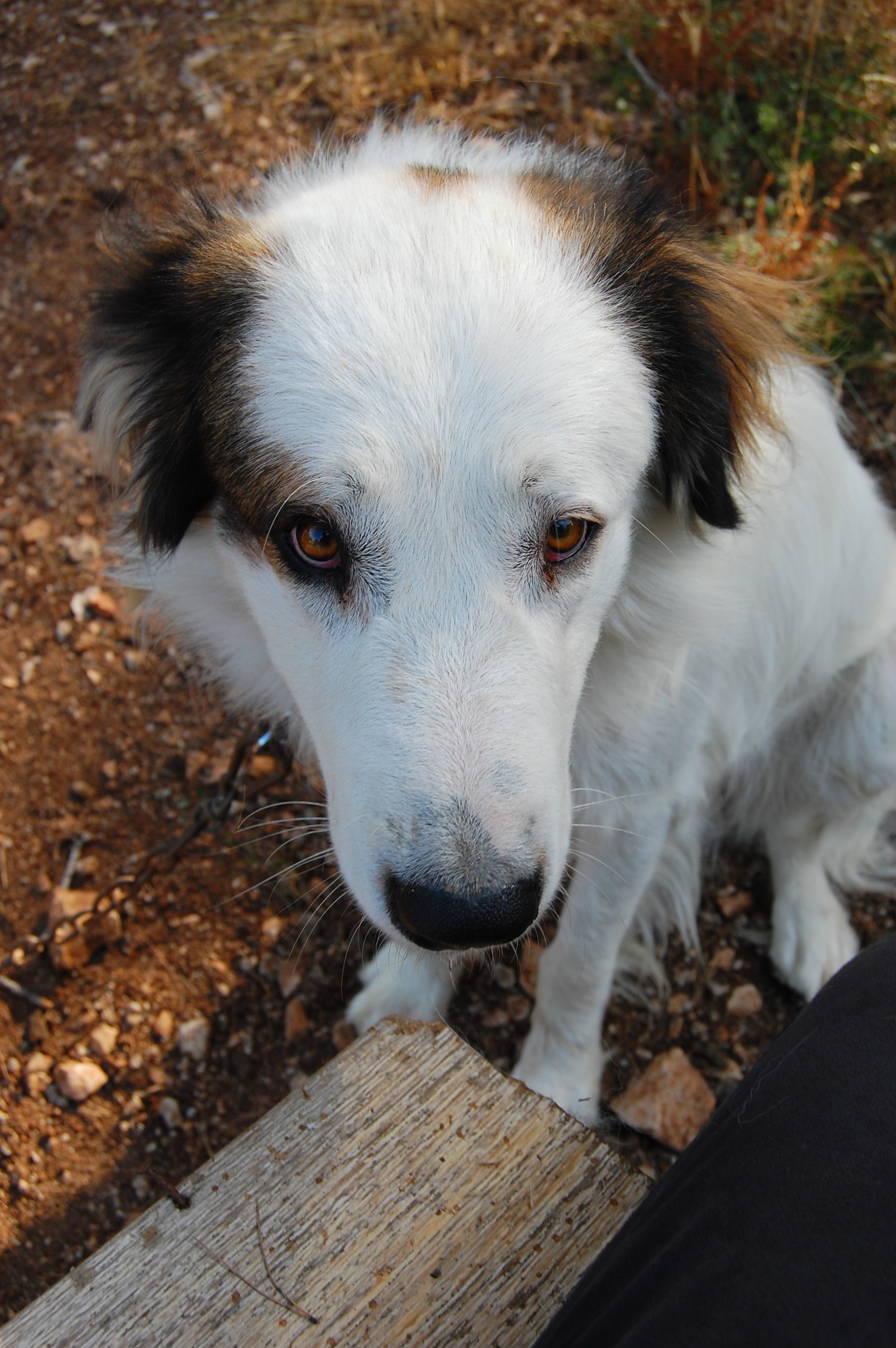
La testa di un Tornjak

Lupina, a forma di cuneo e allungata, a causa del pelo abbondante la testa del Tornjak potrebbe a volte sembrare troppo piccola. 
La bocca ha potenti e lunghe mascelle, la dentatura ha chiusura a forbice. La nuca è dritta. Le arcate sopracciliari possono essere leggermente sporgenti. 
La parte posteriore del cranio è allungata, ma non stretta, e va dall'arcata zigomatica all'occipite. La parte anteriore del muso è dritta, proporzionata, non appuntita e non molto carnosa. Le labbra sono ancorate saldamente alle mascelle. Gli occhi sono a mandorla, le palpebre vicine al cranio.
Le orecchie sono di generose dimensioni, puntate verso il basso e si dipartono in più stretta vicinanza del vertice rispetto ad altre razze canine.

### Il collo
Il collo è lungo, di attaccatura bassa, posizionato a 45° in all'erta. I muscoli sono solidi e tesi. La pelle è abbastanza spessa soprattutto alla nuca e aderisce al tessuto interno non solo sulla tomaia, ma anche sul lato inferiore del collo. Risulta ricoperto di folto pelo.

### La schiena
La schiena è relativamente corta, solida, moderatamente larga e livellata.

### La coda
La coda è lunga, può essere a forma di sciabola, anulare o uncinata (leggera curvatura verso l'alto della punta), di portamento medio elevato. Molto mobile, a riposo appesa verso il basso. quando l'animale è in movimento - specialmente nel trotto - o quando in allarme o eccitato, è sempre portata sopra la schiena.

### Il torace
Il torace è molto ampio, conicamente profondo, largo e arrotondato, con costole non pesanti. Il petto è ben proporzionato e forma un'unità saldamente collegata tra spalla e torace. In genere, la punta dello sterno è un po' sotto l'articolazione della spalla.

### Il ventre
Il ventre presenta muscoli solidi, con linea inferiore continua, moderatamente nascosta dalla fine posteriore dello sterno verso l'interno dei lombi.

## Carattere
Il cane Tornjak ha un temperamento generalmente calmo. Un Tornjak adulto è anzi proprio tipicamente molto calmo, tranquillo, a prima vista un animale indifferente; ma quando la situazione lo richiede, mostra di essere un cane da guardia vigile e molto attento dal carattere deciso e può senza alcun preavviso attaccare anche avversari molto più forti. 
Il carattere di un Tornjak è simile al suo temperamento, in generale non è nervoso e non è aggressivo. Questi animali sono psicologicamente solidi e non troppo impegnativi. Con la loro famiglia umana sono tuttavia molto emotivi. Quando il Tornjak vive in branco, i suoi esemplari sono animali altamente sociali e non vi è conflitto tra i membri del branco stesso. 
Verso gli estranei o gli altri animali, di regola, il Tornjak non è eccessivamente aggressivo. 
I pastori dicevano che un Tornjak che custodisce il gregge dà del filo da torcere a due lupi, mentre un paio possono confrontarsi e giungere a mettere in fuga un orso senza alcun timore reverenziale. In queste situazioni i Tornjak sono molto tenaci.